# Europäische Soziale Bewegung
Die Europäische Soziale Bewegung war ein 1951 in Malmö (Schweden) gegründetes  paneuropäisches rechtsextremes Netzwerk. Sie war der erste Versuch von Faschisten, sich nach dem verlorenen Weltkrieg auf europäischer Ebene neu zu organisieren.

## Geschichte
Ihre Wurzeln hat die Europäische Soziale Bewegung in der Ende der 1940er Jahre in Italien herausgegebenen Zeitschrift Europa Unita. Der Studentenverband des Movimento Sociale Italiano (MSI), die Fronte Universitario d’Azione Nazionale (FUAN), organisierte 1950 unter dem Titel Kongreß der nationalen Jugend Europas eine Konferenz in Rom, an der vor allem Altnazis und Altfaschisten teilnahmen. Zu den prominenten Besuchern gehörten der britische Naziführer Oswald Mosley (Union Movement), Maurice Bardèche aus Frankreich, der ehemalige HJ-Gaupropagandaleiter und SS-Angehörige Karl-Heinz Priester (Sozialistische Reichspartei), Mitglieder der spanischen Falange und Assoziierte von Gaston-Armand Amaudruz.
Ein Jahr später, im Mai 1951, wurde unter der Schirmherrschaft von Per Engdahl (Nysvenska Rörelsen) und unter der Zielsetzung einer „weißen europäischen Einheit“ in Malmö die Gründung der Europäischen Sozialen Bewegung beschlossen. Zu den etwa 60 Teilnehmern gehörten Vertreter aller wichtigen europäischen Naziorganisationen (deutschen Gruppen wurde die Einreise verweigert). Namentlich zu nennen sind Ernesto Masi, Chef der italienischen MSI, der bereits erwähnte Oswald Mosley, Vertreter der spanischen Falange, der Gastgeber Per Engdahl sowie Gruppen aus Frankreich, Portugal, Belgien und den Niederlanden. Eine Kontaktaufnahme erfolgte durch österreichische Nazis aus dem Verband der Unabhängigen von Wilhelm Landig, der das österreichische Pendant zur ESB, die Österreichische Soziale Bewegung, als Sammelbecken von Altnazis aufbaute. Auch die von Theodor Soucek gegründete Soziale Ordnungsbewegung Europas (SORBE) gehörte später der ESB an. Zu den Mitgründern gehörte auch Karl-Heinz Priester, der einen Vorstandsposten in der Europäischen Sozialen Bewegung einnahm.
Per Engdahl erklärte den Anwesenden, „konspirativ zu arbeiten, verbunden durch geheime Unterstützungspunkte und Verbindungsstellen“. Hierzu gehörte auch, sich regelmäßig umzubenennen. Eine erste Umbenennung erfolgte 1953 in Europäische Verbindungsstelle (EVS) und 1956 in Europäische Neuordnung bzw. Europäische Neue Ordnung (ENO).